# 日本国憲法第16条
日本国憲法 第16条（にほんこく（にっぽんこく）けんぽう だい16じょう）は、日本国憲法の第3章にある条文で、請願権について規定している。

## 条文
日本国憲法 - e-Gov法令検索

第十六条何人も、損害の救済、公務員の罷免、法律、命令又は規則の制定、廃止又は改正その他の事項に関し、平穏に請願する権利を有し、何人も、かかる請願をしたためにいかなる差別待遇も受けない。

## 解説
いわゆる請願権について規定する条文である。請願がその内容として、公務員の批判・損害の救済などに及ぶことから、実質的に請願権を保障する見地から、請願をしたことを理由として不利益な対応を受けることがないことを憲法上保障するものである。適切な請願として憲法上の保護を受けるためには、平穏なる態様にて行うことが求められている。

## 沿革

### 大日本帝国憲法
東京法律研究会 p.8

第三十條日本臣民ハ相當ノ敬禮ヲ守リ別ニ定ムル所ノ規程ニ從ヒ請願ヲ爲スコトヲ得

### GHQ草案
「GHQ草案」、国立国会図書館「日本国憲法の誕生」。

#### 日本語
第十五条何人モ損害ノ救済、公務員ノ罷免及法律、命令又ハ規則ノ制定、廃止又ハ改正ニ関シ平穏ニ請願ヲ為ス権利ヲ有ス又何人モ右ノ如キ請願ヲ主唱シタルコトノ為ニ如何ナル差別的待遇ヲモ受クルコト無カルヘシ

#### 英語
Article XV.Every person has the right of peaceful petition for the redress of grievances for the removal of public officials and for the enactment, repeal or amendment of laws, ordinances or regulations; nor shall any person be in any way discriminated against for sponsoring such a petition.

### 憲法改正草案要綱
「憲法改正草案要綱」、国立国会図書館「日本国憲法の誕生」。

第十五何人ト雖モ損害其ノ他ニ関スル救済、公務員ノ罷免及法律、命令又ハ規則ノ制定、廃止又ハ改正ニ関シ平穏ニ請願ヲ為ス権利ヲ有シ何人モ斯カル請願ヲ為シタルノ故ヲ以テ如何ナル差別待遇ヲモ受クルコトナキコト

### 憲法改正草案
「憲法改正草案」、国立国会図書館「日本国憲法の誕生」。

第十五条何人も、損害その他に関する救済、公務員の罷免及び法律、命令又は規則の制定、廃止又は改正に関し、平穏に請願する権利を有し、何人も、かかる請願をしたためにいかなる差別待遇も受けない。

### 帝国憲法改正案
「帝国憲法改正案」、国立国会図書館「日本国憲法の誕生」。

第十五条何人も、損害の救済、公務員の罷免、法律、命令又は規則の制定、廃止又は改正その他の事項に関し、平穏に請願する権利を有し、何人も、かかる請願をしたためにいかなる差別待遇も受けない。

## 関連条文
- 請願法
- 日本国憲法第15条（公務員選定罷免権、公務員の本質、普通選挙の保障、秘密投票の保障）
- 大日本帝国憲法第30条

## 他の国々の場合
- アメリカ合衆国憲法修正第1条（請願権）
- ドイツ連邦共和国基本法第17条
- 中華民国憲法第16条
- 大韓民国憲法第26条